# Chaucerova strofa
Chaucerova strofa je básnická strofa (sloka) skládající se vždy ze sedmi veršů s rýmovým schématem ababbcc.
Tato strofa nese označení po svém autorovi, jímž byl anglický středověký básník Geoffrey Chaucer (1340?–25. října 1400 Londýn).

## Příklady
- Samostatné využití Chaucerovy strofy.

```
Pozvolna od kořene chřadnu, schnu,                  A
až tesknota mne projímá a děs:                      B
již nemnoho mně vyměřeno dnů,                       A
snad zítra dokonám, či možná dnes?                  B
Kolem mne šumí mladistvý už les,                    B
podrosty bují nové, klíčí nové símě –               C
Na oheň vržen, člověka hřát budu v kruté zimě?      C

```